# Liste der in Norwegen vorhandenen Dampflokomotiven
Dies ist eine Liste vorhandener Dampflokomotiven in Norwegen.

## Normalspurlokomotiven
| Foto | Nummer oder Name | Bauart / Achsfolge | Hersteller                           | Fabrik- nr. | Baujahr | Historie | Eigentümer / Betreiber / Strecke | Standort         | Bemerkungen                                                             |
| ---- | ---------------- | ------------------ | ------------------------------------ | ----------- | ------- | --- | -------------------------------- | ---------------- | ----------------------------------------------------------------------- |
|      | 16               | 1B n2              | Robert Stephenson and Company        | 1406        | 1861    | | Norsk Jernbanemuseum             | Hamar            | NSB-Baureihe 2a, Denkmallokomotive. Älteste Dampflokomotive in Norwegen |
|      | 17 Caroline      | 1B n2              | Robert Stephenson and Company        | 1407        | 1861    | | Norsk Jernbanemuseum             | Hamar            | NSB-Baureihe 2a, betriebsfähig (wird gelegentlich eingesetzt)           |
|      | 11               | B n2t              | Manning Wardle                       | 1248        | 1892    | Norsk Hoved-Jernbane Baureihe NHJ D                                                                            | Norsk Jernbanemuseum             | Krøderbanen      | NSB-Baureihe 7a, betriebsfähig (wird gelegentlich eingesetzt)           |
|      | 25               | B n2t              | Manning Wardle                       | 550         | 1875    | | Norsk Jernbanemuseum             | Hamar            | NSB-Baureihe 7a, Denkmallokomotive                                      |
|      | 255              | 2'C h2             | Hamar Jernstøberi                    | 84          | 1913    | | Norsk Jernbanemuseum             | Gamle Vossebanen | NSB-Baureihe 18c, in Reparatur                                          |
|      | 207              | 1'C                | Hamar Jernstøberi                    |             | 1909    | | Norsk Jernbanemuseum             | Krøderbanen      | NSB-Baureihe 21e, Denkmallokomotive                                     |
|      | 225              | 1'C                | Thunes mekaniske verksted            | 52          | 1911    | | Norsk Jernbaneklubb              | Krøderbanen      | NSB-Baureihe 21b, in Reparatur                                          |
|      | 252              | 1'C                | Hamar Jernstøberi                    | 82          | 1912    | | Norsk Jernbanemuseum             | Krøderbanen      | NSB-Baureihe 21b, für Reparatur vorgesehen                              |
|      | 442              | C n2t              | Thunes mekaniske verksted            | 322         | 1924    | | Norsk Teknisk Museum             |                  | NSB-Baureihe 23b, Denkmallokomotive                                     |
|      | 443              | C n2t              | Thunes mekaniske verksted            | 323         | 1924    | | Maihaugen                        |                  | NSB-Baureihe 23b, Denkmallokomotive                                     |
|      | 236              | 1'D                | Thunes mekaniske verksted            | 59          | 1912    | | Norsk Jernbanemuseum             | Krøderbanen      | NSB-Baureihe 24b, in Reparatur                                          |
|      | 227              | C n2t              | Hamar Jernstøberi                    |             | 1911    | | Norsk Jernbanemuseum             |                  | NSB-Baureihe 25a, Denkmallokomotive                                     |
|      | 411              | 2'D h4v            | Hamar Jernstøberi/Thune              | 267         | 1922    | | Norsk Jernbanemuseum             | Hønefoss         | NSB-Baureihe 26c, für Reparatur vorgesehen                              |
|      | 234              | 2'C h2             | Thunes mekaniske verksted            |             | 1912    | | Norsk Jernbanemuseum             |                  | NSB-Baureihe 27a, Denkmallokomotive                                     |
|      | 271              | 2'C h4             | Thunes mekaniske verksted            | 82          | 1914    | | Norsk Jernbanemuseum             | Gamle Vossebanen | NSB-Baureihe 30a                                                        |
|      | 452              | 2'D h4v            | Hamar Jernstøberi/Thune              | 334         | 1926    | | Norsk Jernbanemuseum             |                  | NSB-Baureihe 31b, Denkmallokomotive                                     |
|      | 288              | 1'C1' h2t          | Hamar Jernstøberi                    |             | 1915    | | Norsk Jernbanemuseum             |                  | NSB-Baureihe 32a, Denkmallokomotive                                     |
|      | 470              | 1'D2' h2v          | Lokomotiv- und Waggonbaufabrik Krupp | 2152        | 1940    | | Norsk Jernbanemuseum             |                  | NSB-Baureihe 49c, Denkmallokomotive                                     |
|      | 2770             | 1'E h2             | Henschel                             | 28322       | 1944    | DR 52 2770 → 1945 NSB "63a 2770" + 8. April 1970 → 1970 Norsk Jernbanemuseum Hamar (1999 betrf. aufgearbeitet) | Norsk Jernbanemuseum             | Hamar            | NSB-Baureihe 63a, abgestellt                                            |
|      | 5 Bifrost        | 2'B                | Nohab                                | 160         | 1882    | |                                  | Narvik           | Denkmallokomotive                                                       |
|      | M2               | D                  | Henschel                             | 17700       | 1920    | Norsk Hydro "M2" + März 1972, 17. Juni 1972 Norsk Jernbanemuseum Hamar                                         | Norsk Jernbanemuseum             | Dal              | abgestellt                                                              |
|      | Geita            | B                  | Borsig                               |             | 1910    | Dampfspeicherlokomotive Drammenselvens Papirfabrikker, + 1969                                                  | Norsk Jernbanearv                | Geithus          | in optischer Aufarbeitung als Denkmal                                   |

## Schmalspurlokomotiven 1067 mm Spurweite (Capspur)
| Foto | Nummer oder Name | Bauart / Achsfolge | Hersteller                | Fabrik- nr. | Baujahr | Historie           | Eigentümer / Betreiber / Strecke        | Standort | Bemerkungen                                                                                  |
| ---- | ---------------- | ------------------ | ------------------------- | ----------- | ------- | ------------------ | --------------------------------------- | -------- | -------------------------------------------------------------------------------------------- |
|      | 21 Alf           | 1'B                | Beyer-Peacock             | 992         | 1871    |                    | Norsk Jernbanemuseum                    |          | NSB-Baureihe III, Denkmallokomotive                                                          |
|      | 10 Hugin         | 1'B                | Motala                    | 43          | 1881    |                    | Norsk Jernbanemuseum                    |          | NSB-Baureihe V, Denkmallokomotive                                                            |
|      | 7                | 2'B                | Thunes mekaniske verksted |             | 1900    |                    | Norsk Jernbanemuseum                    |          | NSB-Baureihe XIII, Denkmallokomotive                                                         |
|      | 1                | 1'C1'              | Dübs and Company          | 3172        | 1894    |                    | Setesdalsbanens Venner / Setesdalsbanen |          | NSB-Baureihe XXI, für Reparatur vorgesehen                                                   |
|      | 2                | 1'C1'              | Dübs and Company          | 3173        | 1894    |                    | Setesdalsbanens Venner / Setesdalsbanen |          | NSB-Baureihe XXI, in Reparatur                                                               |
|      | 5                | 1'C1'              | Thunes mekaniske verksted | 4           | 1901    |                    | Setesdalsbanens Venner / Setesdalsbanen |          | NSB-Baureihe XXI, betriebsfähig (wird gelegentlich eingesetzt)                               |
|      | 6                | 1'B1'              | Thunes mekaniske verksted | 7           | 1902    |                    | Setesdalsbanens Venner / Setesdalsbanen |          | NSB-Baureihe XXII, für Reparatur vorgesehen                                                  |
|      | 81               | 1’C2’ h2t          | Hamar Jernstøberi         |             | 1915    |                    | Norsk Jernbanemuseum                    | Grovane  | NSB-Baureihe XXVI, Denkmallokomotive                                                         |
|      | Loke             | B                  | Hanomag                   | 2411        | 1892    | ex Sulitjelmabanen | Norsk Jernbanemuseum                    |          | Denkmallokomotive, Spurweite nach Umspurung der Strecke 1918 von 750 mm auf 1067 mm geändert |

## Schmalspurlokomotiven 900 mm Spurweite
| Foto | Nummer oder Name | Bauart / Achsfolge | Hersteller | Fabrik- nr. | Baujahr | Historie | Eigentümer / Betreiber / Strecke | Standort     | Bemerkungen                                                   |
| ---- | ---------------- | ------------------ | ---------- | ----------- | ------- | -------- | -------------------------------- | ------------ | ------------------------------------------------------------- |
|      | 2                | B n2               | Borsig     | 7095        | 1909    |          | Kings Bay AS                     | Ny-Ålesund   | Denkmallokomotive                                             |
|      |                  | B n2               | Budich     | 965         | 1943    |          | ?                                | Årdalstangen | Denkmallokomotive, lag nach Unfall 40 Jahre lang unter Wasser |

## Schmalspurlokomotiven 750 mm Spurweite
| Foto | Nummer oder Name | Bauart / Achsfolge | Hersteller | Fabrik- nr. | Baujahr | Historie | Eigentümer / Betreiber / Strecke               | Standort                                                                 | Bemerkungen                                                                                         |
| ---- | ---------------- | ------------------ | ---------- | ----------- | ------- | --- | ---------------------------------------------- | ------------------------------------------------------------------------ | --------------------------------------------------------------------------------------------------- |
|      | 2 Urskog         | C t                | Hartmann   | 2102        | 1895    | | Norsk Jernbanemuseum                           | Vorübergehend im Museum alter Maschinen und Technologien in Žamberk (CZ) | NSB-Baureihe XXVII Soll nach den Grundsätzen der Charta von Riga betriebsfähig aufgearbeitet werden |
|      | 4 Setskogen      | 1'C1' t            | Hartmann   | 3356        | 1909    | | Urskog–Hølandsbanen                            |                                                                          | NSB-Baureihe XXVIII, in Reparatur                                                                   |
|      | 5 Bjørkelangen   | 1'C1' t            | Hartmann   | 4623        | 1924    | | Norges Teknisk Naturvitenskapelige Universitet | Trondheim                                                                | NSB-Baureihe XXIXa, Denkmallokomotive                                                               |
|      | 6 Høland         | 1'C1' t            | Hartmann   | 4658        | 1925    | | Urskog–Hølandsbanen                            |                                                                          | NSB-Baureihe XXIXa, betriebsfähig (wird gelegentlich eingesetzt)                                    |
|      | 7 Prydz          | 1'C1' t            | Henschel   | 28463       | 1950    | Urskog–Hølandsbanen "7" "PRYDZ" [N] +17. Jan. 1961 → /19xx Jernbanemuseet / Urskog–Hølandsbanen, Sorumsand "7" | Urskog–Hølandsbanen                            |                                                                          | NSB-Baureihe XXIXb, betriebsfähig (wird gelegentlich eingesetzt)                                    |

## Schmalspurlokomotiven 600 mm Spurweite
| Foto | Nummer oder Name | Bauart / Achsfolge | Hersteller               | Fabrik- nr. | Baujahr | Historie | Eigentümer / Betreiber / Strecke           | Standort   | Bemerkungen                                  |
| ---- | ---------------- | ------------------ | ------------------------ | ----------- | ------- | --- | ------------------------------------------ | ---------- | -------------------------------------------- |
|      | "Bjarkøyloket"   | B n2               | Dänischer Hersteller (?) |             | 1898    | |                                            | Harstad    | Denkmallokomotive                            |
|      | 2 BJØRKAASEN     | B n2t              | Orenstein & Koppel       | 1363        | 1904    | Juli 1904 A. Husen, Flensburg → /1913 A/S Bröchner-Larsen & Krogh [DK] → / 1917 A/S Bjorkaasen Gruber [N] → Nordiska Järnvägsbyggnadsakiebolaget NJAB (Juni 1915–Okt. 1995 lhw. Ohs Bruk, Småland) → Lommedalsbanen, Bærum | Stiftelsen Lommedalsbanen / Lommedalsbanen | Lommedalen | betriebsfähig (wird gelegentlich eingesetzt) |